# Feri Sučić
Feri Sučić (Veliki Borištof, 30. rujna 1918. − 28. veljače 2012.), hrvatski književnik, novinar, skladatelj, urednik, pokretač, pjesnik i neumorni kulturni djelač iz Gradišća, Austrija

## Životopis
Rodio se 30. rujna 1918. ljeta u Velikom Borištofu. Svoje ditinstvo je prebavio u Štrencinom stanu. Odrastao je zapravo kod svojih starihstrajih. Otac je poginuo na talijanskom bojišću. Njegova majka se je još jednoč udala, a Feri je dostao polubrata Vilija. Seoski farnik Velikoga Borištofa, Martin Meršić starji je ponudio školovati Ferija za svećenika. Ali kot 14-ljetni dičak je teško obetežao i prepričio plane. Po operacija mu je ostalo pačenje na ruki. Nije mogao ni u vojsku, ni na bojišće. 
Prisiljen učiti uči obrt i nastao je pismoslikar, ada slikar reklamnih tablov. U slobodnom vrimenu pohađao t.zv. "srpskohrvatski tečaj" Berlitz-školi. Tečaj je peljao Srb. Po nedilje je pohadjao hrvatsko Društvo. U Beču se uči tamburati kod profesora Klema Viskovića, ki je podučavao i prve gradišćanskohrvatske tamburaše u Pajngrtu. U Beču se u Hrvatski novina u 1938. ljetu Sučiću pojavi prva pjesmica. Mnoge pjesme je on sam i oglazbi.
Veljek po boju je utemeljio tamburašku grupu. Osnovao ju je u okviru Hrvatskoga gradišćanskoga kulturnoga društva u Beču, ko su onda samo nazivali Društvom. Različni igrači su bili u Društvu, med njimi Robija Sučića, pokojnoga predsjednika Hrvatskoga kulturnoga društva, i Ivicu Karalla, bivšega zemaljskoga savjetnika.
Kratko po boju je pomagao Fricu Bintingeru pri sastavljanju novin Naš tajednik. Preuzeo je uredjivanje Tajednika kašnje. Tajednik je pak minjao ime u Hrvatske novine. Kašnje suradnik Ignaca Horvata u kalendaru Gradišće. Kašnje i sam preuzeo uredjivanje kalendara. Pomagao pri uredjivanju mnogih drugih izdanj.
1947. stupio u službu zemaljske vlade. Peljao zemaljski ured za tisak iz Beča. Od 1948. ljeta je izdavao jačkarice s naslovom „Zbirke“. Osam je sveskov njegovih zbirkov. U njimia je mnogo transkribiranih i predjelanih kusićev kot i vlašće kompozicije. Napisao oko 300 jačak. Kašnje se je preselio ured zemaljske vlade u Željezno i 1957. ljeta i Feri Sučić s obitelji.
Iskao je selo u kom bi mogao utemeljiti tamburašku grupu ar je kanio si je dalje tamburati. Učitelj Rudi Prikosović je peljao muški pjevački zbog u Klimpuhu i u dogovoru s njim je 1957. ljeta utemeljio i s kotrigi pjevačkoga zbora Klimpuške tamburaše (Tamburica Klimpuh). U sjevernom Gradišću u to vrime tamburica još nije bila jako proširena. Na početku je grupa nastupala i s narodnimi tanci, ke je zavježbao poznati hrvatski koreograf Ivan Ivančan. Klimpušci pri svoji nastupi u hrvatski seli su tamburali, jačili, kazali kratke igrokaze, mnoge od njih iz pera Ferija Sučića.
Po Ferijovoj smrti, njegov bratić Robi Sučić je sastavio zbirku Sučićevih pjesam za tisak. Sučićeve jačke „Oj premilo selo malo“ ili „Selo u Gradišću“, „Oči ja poznam plave"ili "Draga, se još spominjaš“, jako su obljubljene med Hrvati.
Napisao je velik broj igrokazov. Za hrvatske novine je prepisao 24 romane, Uredjivao je društveni časopis Hrvatskoga kulturnoga društva Glasilo. Uredjivao časopis za staro i mlado Naša Zora. Napisao i uredio je i gradišćanskohrvatska izdanja različnih dičjih knjig od Robinsona do maloga Ja sam ja.
Tamburašku grupu je peljao zapravo do smrti 28. veljače 2012. ljeta.
Pripadnik t.zv. "generacije na mostu" književnika gradišćanskih Hrvata (Fridrik Bintinger, Augustin Blazović, Robert Hajszan, Pavao Horvath, Martin Jordanić, Mate Kočiš, Štefan Kokošić, Anton Leopold, Franjo Meršić, Franjo Palković, Vilijam Pokorny, Tedi Prior, Bela Schreiner, Ferdo Sinković, Feri Sučić, Mate Šinković, Ljudevit Škrapić, Ana Šoretić, Peter Tažky, Milo Vašak, Joško Weidinger, s time da Martina Jordanića, Anu Šoretić i Petra Tažkoga ne smijemo jednoznačno uvrstiti. Augustin Blazović je ovu generaciju nazvao tako jer One bi htile biti most u dvostrukom smislu: 1. Most od Miloradića k modernoj liri,... 2. Most k književnom jeziku."

## Nagrade i priznanja
Primio od od Klimpuha, Zemlje i Republike različne nagrade za zasluge, ke si je stekao kot novinar, kompozitor, pokretač, pjesnik i neumorni kulturni djelač. Med njimi i časnu titulu profesor. Hrvatska društva su ga častila Kulturnom nagradom Gradišćanskih Hrvatov.
Pred desetimi ljeti, prilikom njegovoga 90 rodjendana izašla opširna monografija, ku je uredio Martin Cirković i CD s najpopularnijimi njegovimi jačkami. ORF Gradišće producirao je DVD ki dokumentira život Ferija Sučića.
Prilikom 100. rodjendana je u Klimpuhu dostao spomenik. Općina Klimpuh i Tamburica Klimpuh su mu na njegov 100. rodjendan podigli spomenploču na Crikvenom trgu Klimpuha.